# قلعه (بازی ویدئویی ۲۰۰۱)
قلعه (به انگلیسی: Stronghold) یک بازی ویدئویی در سبک استراتژی هم‌زمان است که در سال ۲۰۰۱ توسط استودیو فایرفلای توسعه یافته و اولین عنوان در مجموعه قلعه است. این بازی در درجه اول روی فتح و گسترش از طریق اقدامات نظامی تمرکز دارد اما همچنین دارای عناصر برجسته اقتصادی و توسعه زیرساختی است. بازی در بریتانیای قرون وسطی در سال ۱۰۶۶ شروع می‌شود و به دلیل محدود نبودن زمان، می‌تواند تا سده‌ها ادامه یابد.

## روند بازی
بازی به دو بخش مبارزه و اقتصاد تقسیم می‌گردد و هر بخش دارای داستان جداگانه‌ای است.
داستان مراحل جنگی بازی در دورانی خیالی و در سدهٔ ۱۰۶۶ میلادی رخ می‌دهد. زمانی که چهار سردار با نام‌های مستعار رت (موش صحرایی)، اسنیک (مار)، پیگ (خوک) و ولف (گرگ) علیه پادشاه سرزمین شورش می‌کنند و پادشاه برای فرار از ایشان به سرزمین بربرها فرار می‌کند و سرزمین پادشاه توسط این چهار نفر تقسیم می‌شود. بازیکن در نقش یک لرد قرار می‌گیرد و از طرف پادشاه موظف است آنان را به سزای اعمالشان برساند و سرزمین پادشاه را به وی برگرداند.
در بخش اقتصادی داستان در مورد لردی است که باید دستورهایی را که از جانب پادشاه دریافت می‌کند را اجرا و به دژ خویش نیز رسیدگی کند. این بخش معمولاً فاقد درگیری و مبارزه است.
این بازی بیشتر بر حملات و تعیین راهبرد تمرکز دارد، اما بخش اقتصادی زمینهٔ لازم برای آموزش نیروها را فراهم می‌کند. این به این معنی است که اگر بازیباز تنها به درگیری نظامی یا به اقتصاد قلعهٔ خود بپردازد شکست خواهد خورد؛ مثلاً بازیباز در صورتی می‌تواند نیروهای جدید را آموزش دهد که تعدادی رعیت در اختیار داشته باشد و مردم در صورتی به قلعه خواهند آمد که رضایت مردم جلب شود و در صورتی مردم رضایت خواهند داشت که رفاه آنان (مانند غذا، وسایل تفریحی، اماکن مذهبی، عدم رعب و وحشت و…) فراهم شود.
علاوه بر بخش داستانی بخش‌های دیگری وجود دارند مثلاً در بخش محاصره نقشه‌ها بیش تر از داستان‌ها و روایت‌های تاریخی موجود ساخته شده‌اند (تاریخچه هر نقشه را می‌توان در بالای همان نقشه مطالعه کرد) این بخش‌ها هدفشان بیش تر بر حمله به قلعه یا دفاع از آن متمرکز است و ساخت قلعه چندان اهمیتی ندارد.

در بخش حمله نقشه‌ها گاهی واقعی و گاهی ساختهٔ ذهن سازندگان است این بخش‌ها علاوه بر آنکه هدف بر حمله به دشمنان و نابود کردن قلعهٔ ایشان است باید بازیباز بتواند اوضاع داخلی قلعهٔ خود را کنترل کند. این بخش معمولاً پیچیده‌تر از بخش روایی بازی است.

### بخش چند نفره
بازیکنان در بخش چند نفره می‌توانند با همدیگر متحد شوند یا علیه همدیگر به مبارزه بپردازند برخلاف بخش چند نفره در قلعه: جنگ‌های صلیبی بازیکنان از شخصیت‌های بازی برای مبارزه نمی‌توانند استفاده کنند.

### نسخه نهایی
نسخه نهایی (Definitive) در واقع ریمیک این بازی و شامل ۱۴ مرحله کمپین جدید است. به‌علاوه این ریمیک محتوای تک‌نفره جدید مثل Castle Trail خواهد داشت که در آن بازیکنان باید در ده مرحله به قلعه‌های مختلف حمله کرده یا از آن دفاع کنند. قابلیت‌های شخصی‌سازی جدید و پشتیبانی از مولتی‌پلیر آنلاین هم به این نسخه اضافه شده است. این نسخه در سال ۲۰۲۳ بر روی استیم منتشر شد.

## بازخورد
| گردآورنده | امتیاز |
| --------- | ------ |
| متاکریتیک | 81/100 |

| ناشر                     | امتیاز |
| ------------------------ | ------ |
| آل‌گیم                    | [ ۳ ]  |
| سی‌جی‌ام                   | [ ۴ ]  |
| کامپیوتر گیمینگ ورلد     | [ ۵ ]  |
| یوروگیمر                 | 6/10   |
| گیم اینفورمر             | 9/10   |
| گیم‌اسپات                 | 7.6/10 |
| گیم‌اسپای                 | 89%    |
| گیم‌زون                   | 8.3/10 |
| آی‌جی‌ان                   | 8.7/10 |
| نکست جنریشن              | [ ۱۲ ] |
| پی‌سی گیمر (ایالات متحده) | 82%    |

### دوبلهٔ فارسی
این بازی در ایران توسط گروه نرم‌افزاری دارینوس دوبله شد.